# Cladocarpus integer
Cladocarpus integer is een hydroïdpoliep uit de familie Aglaopheniidae. De poliep komt uit het geslacht Cladocarpus. Cladocarpus integer werd in 1873 voor het eerst wetenschappelijk beschreven door Sars. 